# Jaime León
Jaime Alejandro León del Toro (nacido el 22 de diciembre de 1961 en Guadalajara, Jalisco) es un futbolista mexicano retirado que jugaba en la posición de mediocampista volante creativo; además, es egresado de la Facultad de Contaduría Pública.

## Biografía
Hijo de un ingeniero agrónomo que debido a su actividad viajó por diferentes puntos del país llevando consigo a su familia, Jaime Alejandro León del Toro, estuvo a punto de jugar para el Cruz Azul, pero debido a su corta edad, sus estudios lo llevaron a Guadalajara, ciudad donde nació pero que abandonaría, y a donde regresó para realizar sus estudios de preparatoria. 
Nació en Guadalajara, Jalisco, pero debido al trabajo de su padre emigró a Carrizal, Veracruz, después residió en Matías Romero, Oaxaca, ciudad que se encuentra ubicada a 20 minutos de Lagunas, donde juega el Cruz Azul Lagunas, ahí visores del Cruz Azul notaron sus cualidades y quisieron mandarlo a la Ciudad de México, pero debido a su edad, sus padres no le concedieron el permiso para ir.
Fue entonces que decidió realizar sus estudios de preparatoria en Guadalajara, y mientras se encontraba realizándolos se probó con el Guadalajara, al no ser escogido decide intentar en el Jalisco donde sí es seleccionado, para después pasar a jugar en la Selección de Jalisco y recibir una segunda oportunidad para probarse en las Chivas, quedándose con un puesto esta vez.
José 'Jamaicón' Villegas, fue el encargado de observar las cualidades de León, y fue entonces que lo llevó al Tala de la Tercera división mexicana, y después lo debutó en el Club Deportivo Tapatío, participando en la Final por el ascenso ante el Morelia, posteriormente debutó en primera división en 1979, con Diego Mercado como técnico del Guadalajara. 
Jugó cinco años con las Chivas y cinco más con el Atlético Potosino en la Primera División, después dos años con el Tampico-Madero, en ese entonces en Segunda división mexicana, y se retiróen 1994 jugando con los Coras del Tepic en el circuito de ascenso.
Tras su retiro, fue director de la escuela de fútbol Chivas Hidalgo, después en asociación con Javier "Zully" Ledesma y Nicolás Aceves, formó la Escuela de Fútbol del Valle. Tiempo después estuvo cuatro años como auxiliar de Pablo Luna con el Nacional Tijuana, y formó parte del cuerpo técnico del Guadalajara, en la etapa de Eduardo De la Torre.
Formó parte del cuerpo técnico del yayo de la Torre, en Santos Laguna durante un año, para después emigrar a Jaguares de Chiapas, desempeñando el mismo puesto de auxiliar técnico.
Dirigió a Santos Laguna de primera división A durante un año. Posteriormente desempeñó el cargo de secretario técnico en el Deportivo Toluca, hasta el 2012, donde fue nombrado director deportivo en la misma institución, puesto que mantuvo hasta agosto de 2019. 
- Datos: Q1678732